# The Retinal Circus
(Devin Townsend Presents) The Retinal Circus – album koncertowy kanadyjskiego muzyka Devina Townsenda. Wydawnictwo ukazało się 29 października 2013 roku nakładem wytwórni muzycznej InsideOut Music. Na albumie znalazł się występ muzyka wraz z zespołem zarejestrowany 27 października 2012 roku w sali widowiskowej Roundhouse w Londynie. Nagrania ukazały się w formatach audio (CD, digital download) i wideo (DVD, Blu-ray).
Townsenda podczas występu wsparli gitarzysta Dave Young, basista Brian Waddell oraz perkusista Ryan van Poederooyen. Ponadto gościnnie wystąpiła wokalistka Anneke van Giersbergen, znana m.in. z występów w zespole The Gathering oraz gitarzysta Jed Simon, były członek formacji Strapping Young Lad. Muzyk na potrzeby występu zaangażował także liczne tancerki oraz chórzystów.

## Lista utworów
Opracowano na podstawie materiału źródłowego.
| CD 1 | CD 1                       | CD 1    |
| Nr   | Tytuł utworu               | Długość |
| ---- | -------------------------- | ------- |
| 1.   | „Effervescent!/True North” | 06:23   |
| 2.   | „Lucky Animals”            | 03:33   |
| 3.   | „Planet of the Apes”       | 11:02   |
| 4.   | „Truth”                    | 03:59   |
| 5.   | „War”                      | 06:09   |
| 6.   | „Soul Driven”              | 01:08   |
| 7.   | „Planet Smasher”           | 06:19   |
| 8.   | „Babysong”                 | 05:30   |
| 9.   | „Vampolka”                 | 01:36   |
| 10.  | „Vampira”                  | 03:42   |
| 11.  | „Addicted!”                | 05:32   |
| 12.  | „Color Your World”         | 09:48   |
| 13.  | „The Greys”                | 04:55   |
|      |                            | 1:09:36 |

| CD 2 | CD 2                   | CD 2    |
| Nr   | Tytuł utworu           | Długość |
| ---- | ---------------------- | ------- |
| 1.   | „Hyperdrive”           | 04:44   |
| 2.   | „Ih-Ah!”               | 05:38   |
| 3.   | „Where We Belong”      | 04:18   |
| 4.   | „Detox”                | 06:03   |
| 5.   | „Bend It Like Bender!” | 03:36   |
| 6.   | „Life”                 | 04:52   |
| 7.   | „Kingdom”              | 05:09   |
| 8.   | „Juular”               | 03:59   |
| 9.   | „Love?”                | 05:23   |
| 10.  | „Colonial Boy”         | 02:58   |
| 11.  | „Grace”                | 06:52   |
| 12.  | „Little Pig”           | 07:30   |
|      |                        | 1:01:02 |

| DVD 1 | DVD 1                      | DVD 1   |
| Nr    | Tytuł utworu               | Długość |
| ----- | -------------------------- | ------- |
| 1.    | „Intro”                    |         |
| 2.    | „Effervescent!/True North” |         |
| 3.    | „Lucky Animals”            |         |
| 4.    | „Planet of the Apes”       |         |
| 5.    | „Truth”                    |         |
| 6.    | „War”                      |         |
| 7.    | „Soul Driven”              |         |
| 8.    | „Planet Smasher”           |         |
| 9.    | „Baby Song”                |         |
| 10.   | „Vampolka”                 |         |
| 11.   | „Vampira”                  |         |
| 12.   | „Addicted”                 |         |
| 13.   | „Colour Your World”        |         |
| 14.   | „The Greys”                |         |

| DVD 2 | DVD 2                 | DVD 2   |
| Nr    | Tytuł utworu          | Długość |
| ----- | --------------------- | ------- |
| 1.    | „Intro”               |         |
| 2.    | „Hyperdrive”          |         |
| 3.    | „Ih-Ah”               |         |
| 4.    | „Where We Belong”     |         |
| 5.    | „Detox”               |         |
| 6.    | „Bend it like Bender” |         |
| 7.    | „Life”                |         |
| 8.    | „Kingdom”             |         |
| 9.    | „Juular”              |         |
| 10.   | „Love?”               |         |
| 11.   | „Colonial Boy”        |         |
| 12.   | „Grace”               |         |
| 13.   | „Little Pig”          |         |
| 14.   | „Credits”             |         |
| 15.   | „Behind The Masks”    |         |

| Blu-ray | Blu-ray                    | Blu-ray |
| Nr      | Tytuł utworu               | Długość |
| ------- | -------------------------- | ------- |
| 1.      | „Intro”                    |         |
| 2.      | „Effervescent!/True North” |         |
| 3.      | „Lucky Animals”            |         |
| 4.      | „Planet of the Apes”       |         |
| 5.      | „Truth”                    |         |
| 6.      | „War”                      |         |
| 7.      | „Soul Driven”              |         |
| 8.      | „Planet Smasher”           |         |
| 9.      | „Baby Song”                |         |
| 10.     | „Vampolka”                 |         |
| 11.     | „Vampira”                  |         |
| 12.     | „Addicted”                 |         |
| 13.     | „Colour Your World”        |         |
| 14.     | „The Greys”                |         |
| 15.     | „Hyperdrive”               |         |
| 16.     | „Ih-Ah”                    |         |
| 17.     | „Where We Belong”          |         |
| 18.     | „Detox”                    |         |
| 19.     | „Bend it like Bender”      |         |
| 20.     | „Life”                     |         |
| 21.     | „Kingdom”                  |         |
| 22.     | „Juular”                   |         |
| 23.     | „Love?”                    |         |
| 24.     | „Colonial Boy”             |         |
| 25.     | „Grace”                    |         |
| 26.     | „Little Pig”               |         |
| 27.     | „Credits”                  |         |
| 28.     | „Behind The Masks”         |         |

## Listy sprzedaży
| Lista                                    | Kraj            | Pozycja |
| ---------------------------------------- | --------------- | ------- |
| UK Albums Chart                          | Wielka Brytania | 190     |
| Suomen virallinen lista                  | Finlandia       | 30      |
| Suomen virallinen lista – Musiikki DVD:t | Finlandia       | 1       |
| Sverigetopplistan DVD                    | Szwecja         | 11      |
| Media Control Charts                     | Niemcy          | 87      |
| MegaCharts DVD                           | Holandia        | 15      |
| DVD Musicaux                             | Francja         | 16      |

## Wydania
| Rok  | Format             | Numer katalogowy       | Wydawca         | Region            | Źródło |
| ---- | ------------------ | ---------------------- | --------------- | ----------------- | ------ |
| 2013 | 2 CD               | IOMCD 390, 0506612     | InsideOut Music | Europa            | [ 7 ]  |
| 2013 | 2 DVD              | IOMDVD 027, 0506617    | InsideOut Music | Europa            | [ 7 ]  |
| 2013 | Blu-ray            | IOMBR 027, 0506618     | InsideOut Music | Europa            | [ 7 ]  |
| 2013 | 2 CD+2 DVD+Blu-ray | IOMLTDDVD 027, 0506610 | InsideOut Music | Europa            | [ 7 ]  |
| 2013 | 2 CD+2 DVD+Blu-ray | IOMSEDVD 027, 0506619  | InsideOut Music | Europa            | [ 7 ]  |
| 2013 | 2 CD+2 DVD         | 0661-2                 | InsideOut Music | Stany Zjednoczone | [ 7 ]  |